# La Cigale (film, 1980)
Pour les articles homonymes, voir La Cigale (homonymie).
Pour plus de détails, voir Fiche technique et Distribution.
La Cigale, parfois connu sous le titre La Cigala (La cicala), est un film dramatique italien réalisé par Alberto Lattuada et sorti en 1980. Il s'agit d'une adaptation du roman homonyme de Marina Daunia (it) et Natale Prinetto.
Pour ce film, Virna Lisi a reçu le David di Donatello de la meilleure actrice, tandis que Fred Bongusto a remporté le Ruban d'argent de la meilleure musique.

## Synopsis
Clio joue une fille amusante qui aime les hommes. Elle quitte sa ville natale et rencontre Wilma, une chanteuse autrefois célèbre. Après que Wilma ait fait un bide dans un bar local, elles se mettent ensemble et deviennent prostituées.
Tony tombe sous le charme de Wilma et ouvre un gîte après leur mariage. Tony se lasse ensuite lentement de Wilma, surtout après l'arrivée de sa charmante fille.

## Fiche technique
- Titre français : La Cigale ou La Cigala[2]
- Titre original italien : La cicala[3]
- Réalisation : Alberto Lattuada
- Scénario : Alberto Lattuada, Franco Ferrini d'après le roman de Marina Daunia (it) et Natale Prinetto
- Photographie :	Danilo Desideri (it)
- Montage : Sergio Montanari
- Musique : Fred Bongusto
- Production : Manolo Bolognini, Bianca Lattuada (it), Ibrahim Moussa
- Société de production : NIR Film
- Pays de production :  Italie
- Langue originale : italien
- Format : Couleurs par Technicolor - 1,78:1 - Son mono - 35 mm
- Durée : 101 minutes
- Genre : Drame rural, érotique
- Dates de sortie :
  - Italie : 18 avril 1980
  - France : 17 décembre 1980

## Distribution
- Virna Lisi : Wilma Malinverni
- Clio Goldsmith : La Cigale
- Anthony Franciosa : Hannibal Mereghetti, dit « Ulysse »
- Renato Salvatori : Carburo
- Barbara De Rossi : Saveria
- Antonio Cantafora : Alberto Antonelli, dit « Cipria »
- Aristide Caporale : Bretella
- Antonello Fassari : Caporale
- Riccardo Garrone : Ermete
- Mario Maranzana : Bertazzoni
- Imelde Marani : Egle
- Ettore Mattia : le professeur de musique
- Loris Bazzocchi (sous le nom de « Loris Bazoki ») : un invité au mariage